# بابكر بدري
بابكر بدري(1277 ـ 1374هـ، 1861 ـ 1954م). رائد تعليم المرأة في السودان.
كان «بابكر بدري» محاربًا مهديًا أصبح فيما بعد ناشطًا اجتماعيا له الفضل في وضع أسس تعليم المرأة في السودان.
بدأ «بدري» فكرته بمدرسة صغيرة أنشأها من أجل بناتِه في رفاعة، وبمرور الوقت، إنتقلت المدرسة إلى العاصمة السودانية حيثُ شكَلت الأساس الذي أُقيمت عليه جامعة الأحفاد للبنات.

## نشأته وتعليمه
وُلدَ بابكر بدري في دنقلا بالسودان وينتمي لقبيلة الرباطاب، ونزح مع أسرته صغيرًا إلى مدينة رفاعة في وسط السودان. حفظ القرآن في الخلوة برفاعة ثم أرسل إلى مدني ليستزيد من العلم الشرعي.
تأثر بشدة بشيخه في الخلوة أحمد حامد الكراس خصوصاً من ناحية المبالغة في عزة النفس والبعد عن «الدناءة»[بحاجة لمصدر] فيقول بابكر عن شيخه «رغم أن حيران الخلوة كانوا يفيضون علي الأربعمائة طالب لم يكن له منهم مساعد ولا من غيرهم. كان، لا يبالي بأهل المال ولا أهل الجاه ولا يقبل هدية من أحد ولا يسمح لتلاميذه أن يعملوا في مزرعة أحد ولا يستغلهم للعمل في منزله». ويضيف «كان – – يمنعنا من عادات الخلوات المؤدية للدناءة كالشحتة بالشرافة في السوق أو في المنازل أو السعي لمآتم الاموات لنأكل لحم الصدقات»[بحاجة لمصدر].

## المهدية
آمن بالمهدي[بحاجة لمصدر] وهاجر مع والدته إليه حيث شارك في حصار الخرطوم وحضر فتحها ومقتل غردون. ثم رافق ود النجومي في غزوه لمصر حيث أسر وأقام بها زمانا. في القاهرة تلقف العلم وحصل على قدر كبير من المعرفة[بحاجة لمصدر]. وطاف بالمنصورة، واستقر تاجرًا بالإسكندرية، ثم تركها وسافر إلى أسوان. وفي كتابه تاريخ حياتي الذي نشر بعد وفاته تفاصيل رحلاته في تلك الفترة.
عاد إلى السودان عام 1898م ولبى نداء الخليفة عبد الله فحمل السلاح وحضر موقعة كرري الشهيرة في شمال أم درمان، وهي الموقعة التي كتب عنها تشرتشل كتابه حرب النهر.

## نشاطه في التعليم
استطاع بابكر بدري بمساعدة الكولونيل كورينج بناء مدرسة كان لها الفضل في تخريج علماء أجلاء أدوا دورًا كبيرًا في الحياة السودانية.
لم يكتف بابكر بدري بذلك بل افتتح أول مدرسة خاصة لتعليم البنات في السودان عام 1903م وأدخل فيها بناته. وجد بابكر بدري معارضة شديدة حين بدأ في تعليم البنات، فقد كان السودانيون آنذاك يتوجسون خيفة من تعليم المرأة. فأخذ يعمل بأناة وحكمة في هذا المجال، وبدأبه وحُسن فهمه للناس وطبائعهم تمكن آخر الأمر من كَسبَ ثقتهم، وبصّرهم بما للعلم الحديث من فوائد غابت على الناس بسبب شكوكهم في نوايا الاستعمار. وكانت فتيات رفاعة هن رائدات التعليم النسائي في السودان.
دخل بابكر بدري بهذا العمل الجليل التاريخ السوداني وسمي «رائد تعليم المرأة في السودان». بعد ذلك عمل بابكر بدري مفتشًا في مصلحة المعارف فاهتم بإدخال الحساب والقراءة والكتابة في كتاتيب القرآن الكريم، كما ألف كتابًا في المطالعة لتلاميذ المرحلة الابتدائية. وتقاعد عام 1927م عن العمل الحكومي، ولكنه بدأ في إنجاز عمل جليل آخر هو افتتاحه لمدارس الأحفاد التي أدّت وما زالت تؤدي دورًا تربويًا كبيرًا في الحياة السودانية.
أصبحت الأحفاد اليوم عدة مدارس للبنين والبنات، كما أنها أفضت إلى إنشاء كلية جامعية تخصصت في نوع من المعرفة تحتاج له الفتاة السودانية، صارت بعد ذلك جامعة متكاملة.
يعد بابكر بدري أول من ألف الشعر للطفل السوداني، وَضَمَّنَهُ كتاب المطالعة. وقد قام المستر سكوت والأستاذ يوسف بدري بترجمة بعض فصول كتاب حياتي إلى اللغة الإنجليزية.